# Afonso Claro Ramos Reynaud
Afonso Claro Ramos Reynaud (Setúbal, 16 de Fevereiro de 1895 — Palmela, 22 de Abril de 1961) foi um empresário, patrono desportivo e grande proprietário rural português, de ascendência marselhesa.

## Juventude e casamento
Cresceu, filho de Manuel Ramos Reynaud e de Paulina da Conceição Claro, numa família de abastados e prestigiados empresários e industriais da área da conservaria de peixe no concelho de Setúbal, detentores da empresa Ramos Reynaud, & C.ª, fundada em 1892.
É na década de 1920 que conhece e casa com Benvinda Carvalho de Oliveira e Silva (1896 — Palmela, 1997), filha de um dos maiores latifundiários do distrito de Setúbal, o mercador têxtil de origem judaica Francisco Carvalho de Oliveira e Silva (Arganil, Folques,1853 — Palmela, 7 de Maio de 1940) e de sua mulher Ludovina Augusta Ferreira da Silva.

## Os negócios
Começou inicialmente por criar e investir no ramo automóvel, em coordenação com a sua participação na gestão da empresa do seu pai.
Devido ao seu casamento, ao assumido desinteresse pelos anteriores investimentos e à grande proximidade que criara com o concelho de Palmela, vendeu a sua quota na Ramos Reynaud, & C.ª de modo a comprar, ao agora sogro, a Herdade de Biscaia (Palmela) e a Casa Senhorial da Quinta de S. João (Palmela, 1916), sagrando-se assim como um dos mais proeminentes latifundiários da região, explorando com sucesso e grande rentabilidade áreas como a vitivinicultura, agro-pecuária, exploração leiteira, exploração corticeira e extracção de areias.
Esta influência atraiu desde cedo a presença da autoridade do Grémio da Lavoura, no período do Estado Novo, que teria lugar num dos edifícios de apoio à Casa.

## Patronato e missão social

### Vitória de Setúbal Clube
Desde cedo grande adepto da modalidade do futebol, tornou-se o primeiro sócio oficial do Vitória Futebol Clube, que ajudou a criar, e no qual teve funções no Conselho Fiscal, no ano de 1952.
É na apelidada "Era Dourada" do Clube que doa, em 1953, toda a areia usada na construção do muito esperado Estádio do Bonfim, que ironicamente só estaria concluído um ano após a sua morte, em 1962.

### Santa Casa da Misericórdia de Palmela
Foi o 129º Provedor da Santa Casa da Misericórdia de Palmela, salientando-se pela sua acção na gestão dos fundos da mesma, promovendo um grande incremento, à data, no auxilio social na Vila de Palmela.